# 캐논 EOS D30

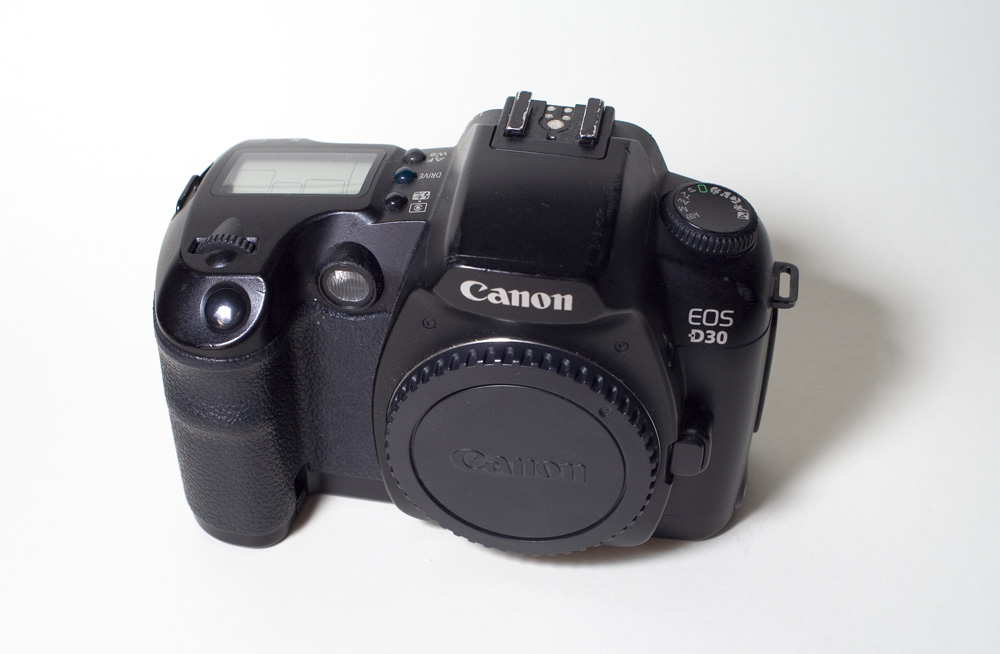
캐논 EOS D30

캐논 EOS D30(Canon EOS D30)는 311만 유효 화소를 가지는 준전문가용 디지털 SLR 카메라이다. 캐논 최초로 독자개발한 디지털 SLR로서, 2000년 5월 17일에 발표되었다. 22.7 × 15.1 mm 크기의 CMOS 이미지 센서를 가지고 있으며 캐논 EF 마운트를 지원한다. EF-S 렌즈는 지원하지 않는다. 후속모델은 캐논 EOS D60이다.

## 사진

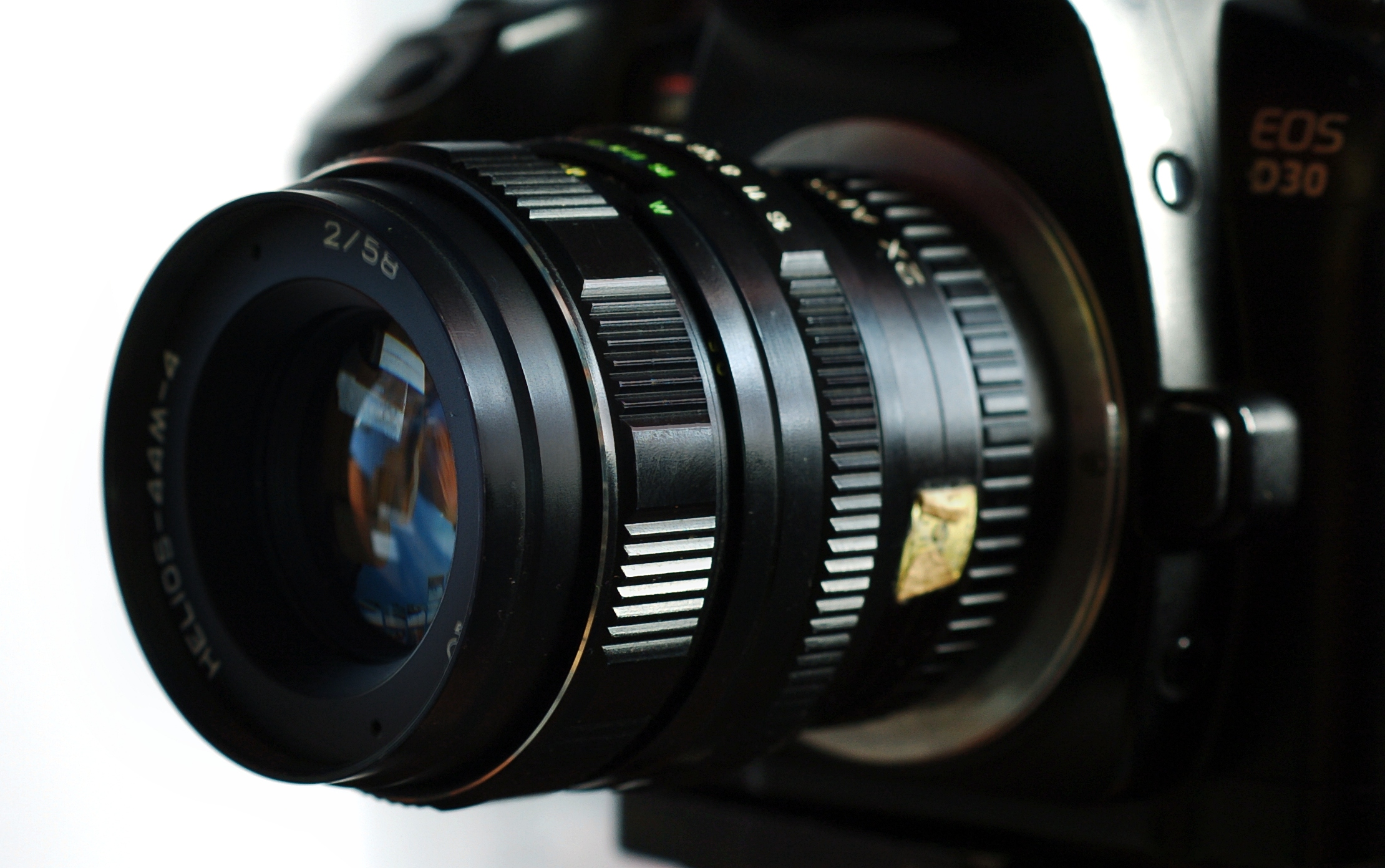
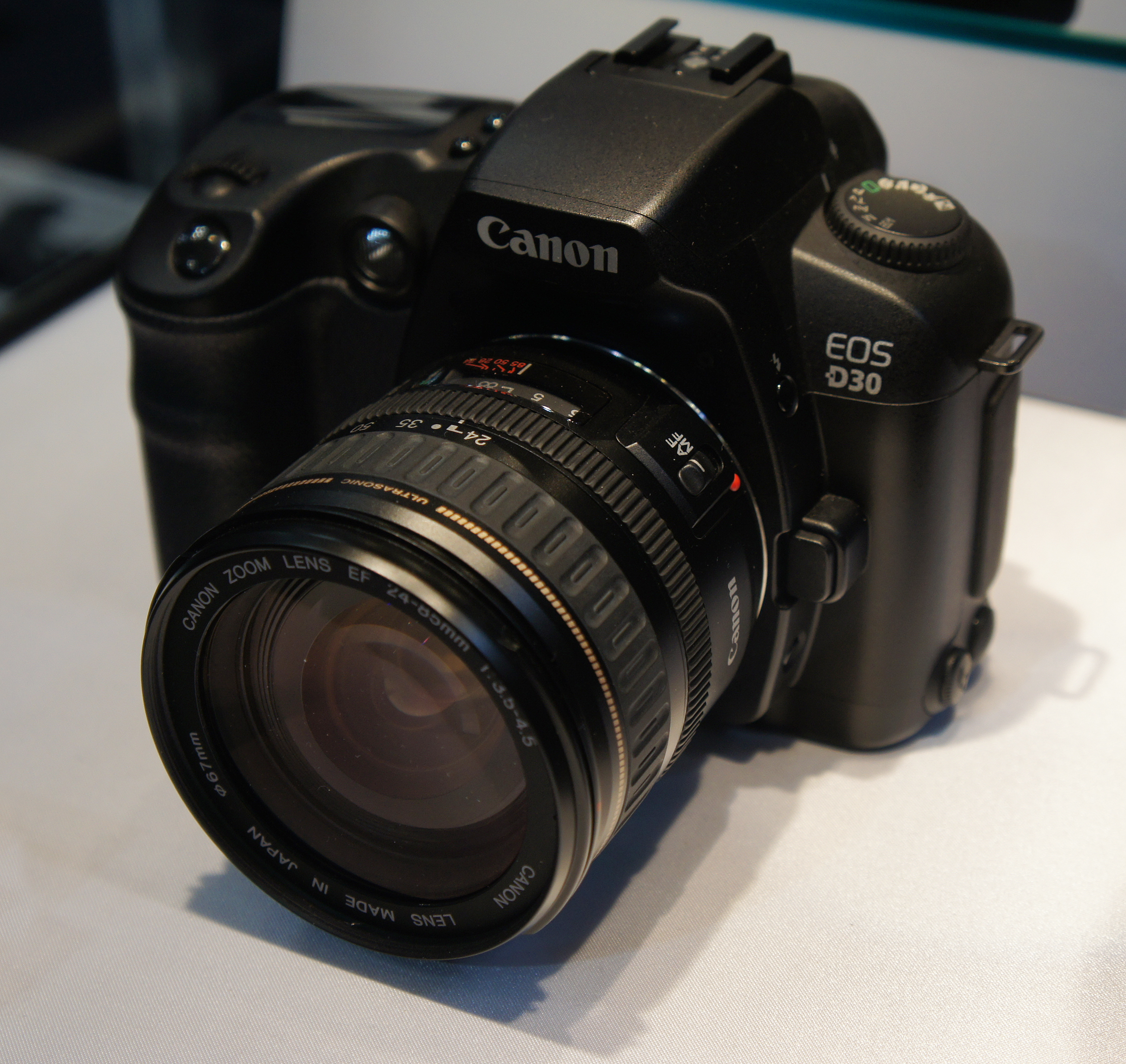
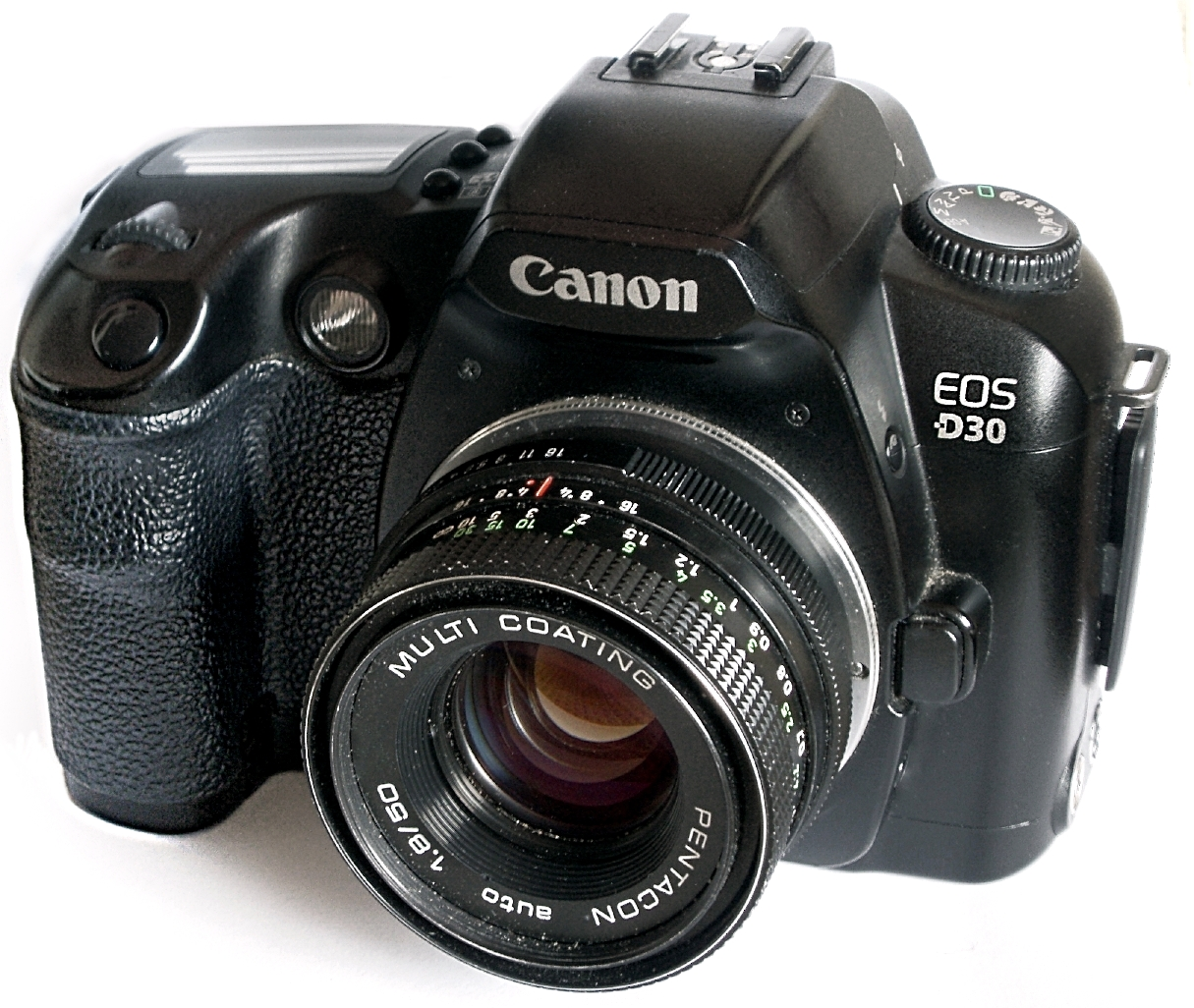